# Banchus agathae
Banchus agathae là một loài tò vò trong họ Ichneumonidae.